# L'Étroit Mousquetaire
Pour plus de détails, voir Fiche technique et Distribution.
L'Étroit Mousquetaire (titre original : The Three Must-Get-Theres) est un film américain réalisé par Max Linder, sorti le 27 août 1922.

## Synopsis
L’Étroit Mousquetaire est une parodie burlesque du roman Les Trois Mousquetaires d'Alexandre Dumas. Le film suit les aventures de Lindertagnan, qui quitte sa Gascogne natale pour Paris afin de devenir mousquetaire du roi Louis XIII. En chemin, il provoque tour à tour les trois mousquetaires en duel avant de devenir leur ami. Ensemble, ils affrontent les gardes du cardinal Pauvre-Lieu, conseiller du roi. La reine Ananas d’Autriche, ayant offert ses ferrets à son amant le duc de Bouc-qui-gagne, envoie Lindertagnan à Londres pour les récupérer. Il traverse la Manche à cheval... à voile. En parallèle de cette mission périlleuse, Lindertagnan tombe amoureux de Constance Bonne-aux-Fieux, et leur union est finalement célébrée par le cardinal lui-même.

## Fiche technique
- Titre : L’Étroit Mousquetaire
- Titre original : The Three Must-Get-Theres
- Réalisation : Max Linder
- Scénario : Max Linder, d'après l'œuvre d'Alexandre Dumas
- Photographie : Max Dupont et Enrique Juan Vallejo
- Pays de production :  États-Unis
- Langue : film muet avec les intertitres en anglais
- Format : noir et blanc - 1.33:1 - muet - 35 mm
- Genre : Comédie, Film burlesque
- Durée : 37 minutes
- Date de sortie : 
  - États-Unis : 27 août 1922

## Distribution
- Max Linder : Lindertagnan
- Frank Cooke : Louis XIII
- Harry Mann : Buckingham
- Clarence Wertz : Athos
- John J. Richardson : Aramis
- Charles Mezzetti : Porthos
- Jobyna Ralston : Constance Bonne-aux-Fieux
- Bull Montana : Durelieu ou Pauvrelieu
- Jean de Limur

## Production
Réalisé aux États-Unis en 1922 par Max Linder, le scénario est inspiré librement du célèbre roman de Dumas, mais il s'agit surtout d'une parodie du film Les Trois Mousquetaires avec Douglas Fairbanks réalisé par  de Fred Niblo sorti l'année précédente.
Le tournage s’est déroulé notamment dans les studios d’Universal City et chez Goldwyn à Hollywood. Un grave incident marqua la production : Linder fut victime d’un accident causé par un éclairage au sun-arc, qui faillit le rendre aveugle. Immobilisé pendant un mois, il dut suspendre le tournage.

Le style comique visuel, les trouvailles techniques et le dynamisme du récit furent salués par la critique lors de la première projection, et Linder fut longuement ovationné
.
Il s'agit du dernier film réalisé par Max Linder aux États Unis avant son retour définitif en France.

## Autour du film
- Le titre original, qui est une homophonie approximative de Trois Mousquetaires en anglais, signifie littéralement : Les trois doivent s'y rendre (« The Three Must-Get-Theres »).
- Ce film présente une succession de gags effrénés et, pour une des premières fois, l'introduction d'objets anachroniques dans un cadre historique ancien (téléphones, motos, etc.).
- Dans un reportage du magazine Sport Mondial n° 143 de décembre 1969 et janvier 1970, intitulé « Ce catch qui fait boum... » de Raymond Thoumazeau, il est évoqué le célèbre catcheur américain Bull Montana, terreur au faciès de gorille et aux oreilles de chou-fleur, pour lequel Max Linder, « le précurseur de Charlot, avait donné à l'Amérique un Richelieu à sa pointure ».